# Joanna Bogacka
Joanna Bogacka (ur. 17 grudnia 1945 w Gdańsku, zm. 26 listopada 2012 w Sopocie) – polska aktorka filmowa i teatralna.

## Życiorys
Urodziła się w rodzinie Zbigniewa Bogackiego (1918–1992) i Stanisławy z domu Bijak (1919–2019). Ukończyła w 1968 Państwową Wyższą Szkołę Filmową, Telewizyjną i Teatralną im. Leona Schillera w Łodzi. Aktorka Teatru Wybrzeże w Gdańsku (1968–1972 oraz od 1975), gościnnie występowała także w Teatrze Dramatyczny w Warszawie i Teatrze im. Juliusza Słowackiego w Krakowie (1973–1976). Współpracowała także z Teatrem Atelier w Sopocie.
Miała na swoim koncie wiele występów w polskich filmach, serialach telewizyjnych i spektaklach Teatru Telewizji.
Do śmierci była pedagogiem, wykładowcą przedmiotów aktorskich na Akademii Muzycznej w Gdańsku. 
Zmarła po ciężkiej chorobie 26 listopada 2012 roku, a 3 grudnia została pochowana na cmentarzu komunalnym w Sopocie (kwatera N5-1-2).

### Życie prywatne
Była żoną alpinisty i reżysera Jerzego Surdela, z którym miała syna, dziennikarza Tomasza Surdela. Następnie jej mężem był aktor Krzysztof Gordon, z którym miała syna, plastyka Łukasza Gordona. 

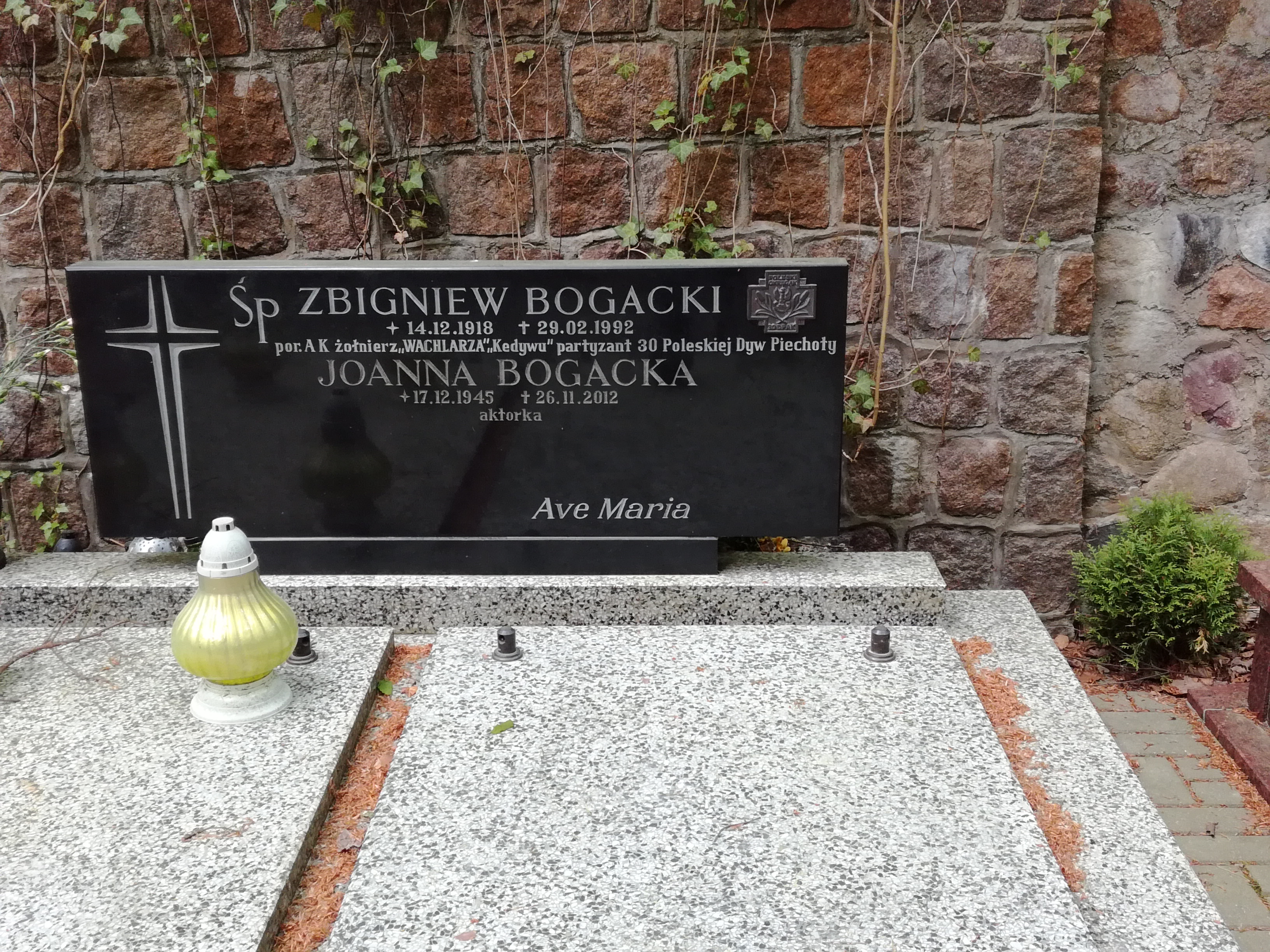
Grób Joanny Bogackiej na cmentarzu komunalnym w Sopocie

## Filmografia
- 1965: Zdarzenie dziewczyna w bibliotece uniwersyteckiej[5]
- 1974: Linia Katarzyna Bukowska
- 1974: To ja zabiłem Elżbieta
- 1976: Szaleństwo Majki Skowron Doktor Alicja Badowska
- 1978: 07 zgłoś się Halina Malicka w odc. 6 (gościnnie)
- 1978: Sto koni do stu brzegów Joanna
- 1987: Koniec sezonu na lody Marylka Kolska
- 1990: W piątą stronę świata
- 1997: Sława i chwała Ola Gołąbkowa
- 1999: Tygrysy Europy matka Moniki
- 2005: Boża podszewka II Hufaldowa
- 2005: Klinika samotnych serc Stefania Rowicka (gościnnie)
- 2005: Oda do radości matka Wiktora (gościnnie)
- 2006: Bulionerzy Dagmara (gościnnie)
- 2006: Strajk Szymborska
- 2007–2010: Barwy szczęścia Grażyna Walawska
- 2007: Na dobre i na złe Krystyna Żurawska (gościnnie)
- 2008: Na kocią łapę Lucyna Puchalska
- 2009: Siostry siostra Maksyma
- 2009: Zero matka żony prezesa

Źródło.

## Odznaczenia
- Srebrny Krzyż Zasługi z okazji 50-lecia Teatru Wybrzeże (1996)[1]
- Brązowy Krzyż Zasługi (1985)[1]
- Srebrny Medal „Zasłużony Kulturze Gloria Artis” (2007)[3][6]

## Nagrody
| nagroda                                                                         | za rok | uzasadnienie |
| ------------------------------------------------------------------------------- | ------ | --- |
| Kaliskie Spotkania Teatralne – Nagroda Aktorska im. Jacka Woszczerowicza        | 2012   | za rolę drugoplanową – za rolę Milly Boles w przedstawieniu „Na początku był dom” z Teatru Wybrzeże w Gdańsku                                 |
| Nagroda Marszłaka Województwa Pomorskiego – Plakietka Gryfa                     | 2009   | |
| Nagroda Prezydenta Miasta Gdańska w Dziedzinie Kultury                          | 2008   | z okazji jubileuszu 40-lecia pracy artystycznej                                                                                               |
| Festiwal Teatru Wybrzeże – Najlepsza Aktorka                                    | 2004   | za rolę Arkadiny w „Mewie” Czechowa i role w przedstawieniu „Czułostki” Sergiego Belbela grane w sezonie 2003/2004                            |
| Sopocka Muza – w dziedzinie kultury i sztuki                                    | 2003   | nagroda w uznaniu dla pracy artystycznej wybitnej aktorki Teatru „Wybrzeże” w Gdańsku                                                         |
| Nagroda teatralna Marszałka Województwa Pomorskiego                             | 2002   | za najlepszą rolę kobiecą Marleny w „Szarym Aniele” w Teatrze Atelier i Pani Borkman w „Janie Gabrielu Borkmanie w Teatrze Wybrzeże w Gdańsku |
| Honorowa Nagroda Gdańskiego Towarzystwa Przyjaciół Sztuki                       | 2002   | za rolę tytułową w „Szarym aniele” w Teatrze Atelier w Sopocie                                                                                |
| Nagroda Marszałka Województwa Pomorskiego z okazji Międzynarodowego Dnia Teatru | 2001   | |
| Pomorska Nagroda Artystyczna w dziedzinie aktorstwa                             | 1998   | |
| Nagroda Wojewody Gdańskiego                                                     | 1997   | za rolę Lotty w Jubileuszu |
| Nagroda Gdańskiego Towarzystwa Przyjaciół Sztuki                                | 1993   | za rolę Starej w Krzesłach |
| Nagroda Wojewody Gdańskiego                                                     | 1993   | za rolę Starej w Krzesłach |
| Nagroda Wojewody Gdańskiego                                                     | 1993   | za rolę Elidy Wangel w Kobiecie z morza |
| Nagroda na XXXII Kaliskich Spotkaniach Teatralnych                              | 1992   | za rolę Nelly w Mewie |
| Nagroda Wojewody Gdańskiego                                                     | 1987   | za rolę Arkadiny w Opowieściach Hollywoodu |
| Nagroda na XXVIII Festiwalu Teatrów Polski Północnej w Toruniu                  | 1986   | za rolę Warii w Wiśniowym sadzie |
| Nagroda na XXVI Festiwalu Teatrów Polski Północnej                              | 1984   | za rolę Heleny w Już Prawie Nic |
| Nagroda Główna na XXIII Kaliskich Spotkaniach Teatralnych                       | 1983   | za rolę Księżnej Iriny w Szewcach |
| Nagroda na XXV Festiwalu Teatrów Polski Północnej w Toruniu                     | 1983   | za rolę Matki w Ślubie |
| Nagroda na VII Opolskich Konfrontacjach Teatralnych                             | 1981   | za rolę Tiny w Kniaziu Patiomkinie |

## Upamiętnienie
6 maja 2013 nazwano jej imieniem salę teatralną gdańskiej Akademii Muzycznej. Znajduje się w niej portret aktorki, namalowany przez syna – Łukasza Gordona.